# Герб Бара (Черногория)
Герб Бара — официальный символ города и муниципалитета Бар в Черногории. Герб принят 15 декабря 2006 года, был разработан Срджаном Марловичем, который также спроектировал гербы Подгорицы и Котора. 

## Описание
Герб состоит из щита, разделённого на пять полей, и является симметричным относительно вертикальной оси. Щит увенчан городской короной с тремя зубцами, щитодержателями выступают два волка. Под щитом расположена золотая лента, а под ней оливковая ветвь. На ленте написано «1042». Лента имеет золотую лицевую и синию обратную стороны.

## Символика
Правый синий столб символизирует Адриатическое море, имеющее большое значение для экономики города, левый — Скадарское озеро, то есть внутренний бассейн муниципалитета Бар. Два золотых столба, представляют собой стилизованные городские стены, которые символизируют культурное и историческое наследие города. Центральный зелёный столб символизируют горы, разделяющие Старый Бар и собственно Бар. Городская корона является символом муниципального самоуправления; три её зубца показывают, что в городе проживает более 15 000 человек; золотой цвет короны напоминает о периоде, когда Бар был столицей Дукли. Волки взяты с герба знатного рода Балшичей, правивших в княжестве Зета, чья территория в настоящее время в основном находится на территории муниципалитета. Серебряная голова волка с герба Балшичей использовалась в качестве мотива при разработке и формировании элементов герба города. Оливковая ветвь символизирует растительный мир муниципалитета. На ленте написано «1042» — год, в котором близ города произошла крупная битва и в котором название города Бар было впервые упомянуто в его современной форме.